# Ислам в Словакии

Ислам в Европе

Ислам в Словакии является одной из малочисленных религий. По данным Исламского фонда Словакии (словен. Islamská nadácia na Slovensku), в стране проживает от 4 до 5 тыс. мусульман. Большинство мусульман проживает в столице страны — Братиславе. Основную массу членов общины составляют выходцы из Албании и Боснии, а также арабы. 
По состоянию на 2015 год Словакия наряду с Эстонией остаются единственными двумя странами в ЕС, не имеющими на своей территории ни одной мечети. По этой причине официальные власти страны согласны принимать только беженцев-христиан из таких стран как Сирия. Ислам не является признанной и зарегистрированной государством религией. Основатель исламского фонда в Братиславе Мохамад Хасна (Mohamad Safwan Hasna) утверждает, что фонд несколько раз обращался к властям Братиславы с просьбой разрешить строительство мечети, однако всегда получал отказ.
По данным Центра исследований этносов и культур (Centrum pre výskum etnicity a kultúry CVEK), более 70 % жителей Словакии выступают принципиально против существования ислама в стране и даже против разрешения мусульманам практиковать их религию и строить исламские центры.
Депутат от партии Смер Ян Подманицкий заявил: 
конституция гарантирует право мусульман на свободу вероисповедания, однако Словацкая республика не обязана обеспечивать государственную поддержку и финансирование религии, которая не пользуется популярностью среди населения и является для нашей страны [Словакии] нетрадиционной религией.

Представитель словацкого Министерства внутренних дел Иван Нетик (Ivan Netík) сделал следующее заявление: 
Мы очень хотим помочь Европе с проблемой миграции. Мы могли бы принять 800 мусульман, но у нас в Словакии нет мечетей. Как мусульмане смогут интегрироваться, если им здесь не понравится?